# Pholeomyia vockerothi
Pholeomyia vockerothi är en tvåvingeart som beskrevs av Curtis W. Sabrosky 1961. Pholeomyia vockerothi ingår i släktet Pholeomyia och familjen sprickflugor.
Artens utbredningsområde är North Carolina. Inga underarter finns listade i Catalogue of Life.